# Castel Marie-Louise
Le Castel Marie-Louise est un hôtel-restaurant français situé au bord de l'océan Atlantique, face à la baie du Pouliguen, à La Baule-Escoublac dans le département de la Loire-Atlantique et la région Pays de la Loire.

## Histoire
L'hôtel ouvre sous l'impulsion de François André, alors co-dirigeant de la Société des hôtels et casinos de Deauville, qui cherche à développer le tourisme de plaisance autour de La Baule-Escoublac. Il rachète la villa la Garidelle qu'il renomme Castel Marie-Louise (le prénom de sa femme) et ouvre en 1927.
Cette vaste demeure est un temps la maison de vacances de Lucien Barriere dont le groupe qu'il a créé en est toujours le propriétaire.
En 2015, le restaurant perd son étoile au guide Michelin après 29 années de labellisations successives.
En 2017, Dominique Desseigne annonce la rénovation prévue pour 2018-2019 de Castel Marie-Louise par la décoratrice Chantal Peyrat.

## Description
La bâtisse est un manoir Belle Époque redécoré par Jacques Garcia. L'établissement est classé Relais & Châteaux, et possède un restaurant gastronomique tenu par le Chef Jérémy Coirier. L'hôtel figurait parmi les adresses préférées du président François Mitterrand.

## Activité - Rentabilité
L'hôtel est exploité par la SITH. Chiffre d'affaires 2017 : 31 813 100 euros . Résultat net 2017 : 1 805 000 euros Effectif moyen : 347.